# Habitatge al carrer Vista Alegre, 11 (Olot)
L'Habitatge al carrer Vista Alegre, 11 és un edifici d'Olot (Garrotxa) protegit com a Bé Cultural d'Interès Local.

## Descripció
Es tracta d'un casal de planta quadrada amb teulat a quatre aigües. Disposa de planta baixa i dos pisos superiors, en aquests darrers es poden veure alguns balcons amb balustrada. La façana va ser estucada i decorada amb motius geomètrics de colors taronja, vermell i negre. A la façana nord hi ha una àmplia galeria coberta amb balustrades. La casa està envoltada per jardins, molt descuidats, que conserven diferents elements de l'ornamentació, grans poms de flors de pedra, testos en forma de copes decorades amb garlandes, etc.

## Història
Durant la segona meitat del segle xix a Olot continuen les vicissituds bèl·lico-polítiques. A conseqüència d'això, l'església parroquial i l'hospici són convertits en caserna, mentre que el Teatre Municipal és incendiat.
Olot viu, però, un moment de gran empenta constructiva. S'edifiquen nombrosos edificis dins un ampli marc d'eclecticisme (Plaça de Braus, Escolapis, Cor de Maria, Caputxins, etc.) Dins el món de l'urbanisme cal destacar l'ampliació de la ciutat pel carrer Mulleres, la sortida de l'Horta del Carme, la zona de Sant Roc, el Firal i la Plaça Palau.